# Lepaki Małe
Lepaki Małe (niem. Klein Lepacken) – część wsi Lepaki Wielkie w Polsce, położona w województwie warmińsko-mazurskim, w powiecie ełckim, w gminie Ełk.
W latach 1975–1998 Lepaki Małe administracyjnie należały do województwa suwalskiego.